# Körförbund
Ett körförbund organiserar körer, korister och/eller körledare. I Sverige finns nio körförbund i Körsam – samarbetsrådet för Sveriges körer.

## Svenska körförbund
- Föreningen Sveriges Körledare (FSK)
- Körsam
- Sveriges Kyrkosångsförbund
- Sveriges Körförbund
- Ungikör

## Internationella körförbund
- Europa Cantat
- International Federation for Choral Music (IFCM)